# Linde van Sambeek

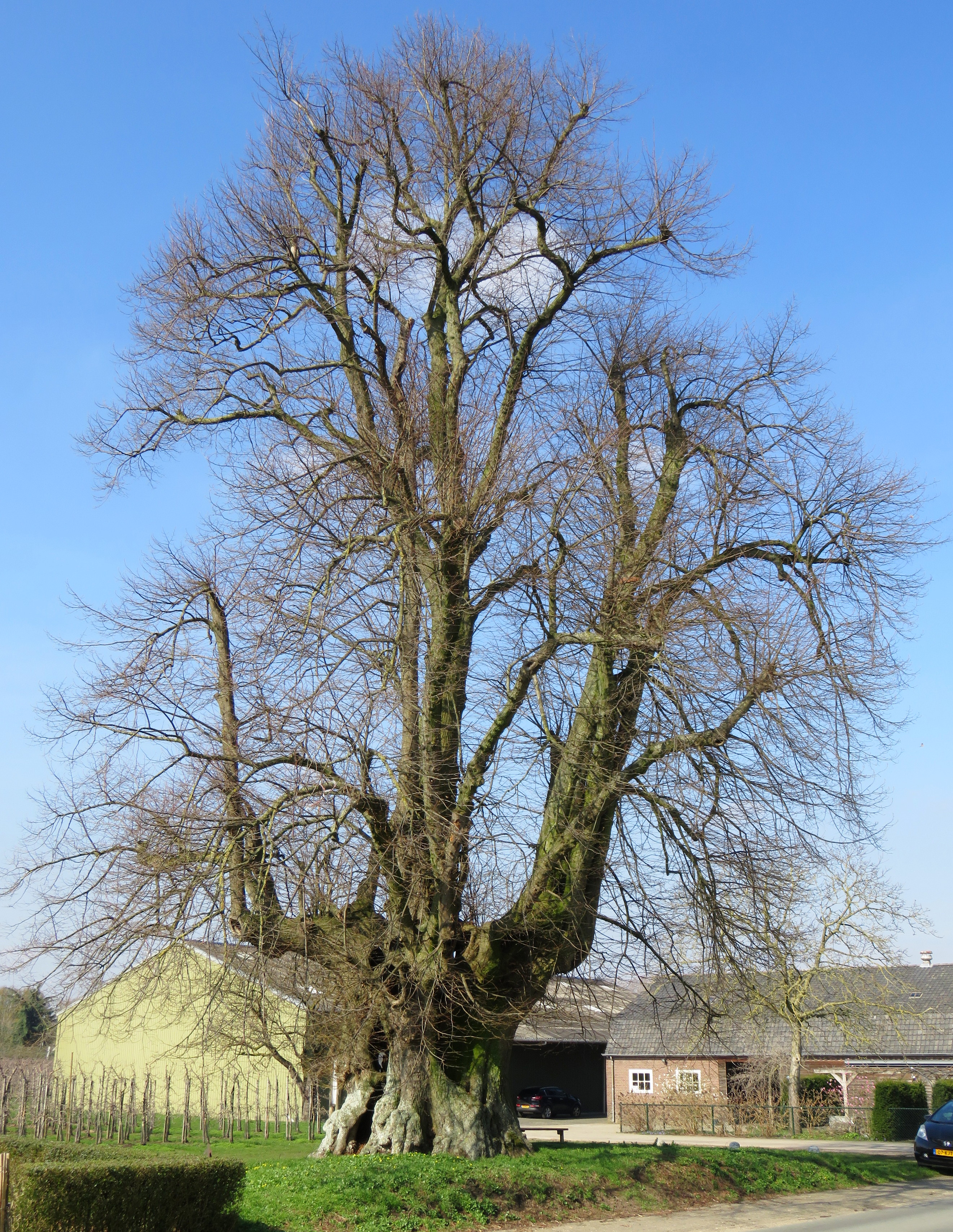
Linde van Sambeek

De Linde van Sambeek is een zeer oude, omvangrijke Hollandse linde (Tilia ×europaea) die staat langs de doorgaande weg in het zuiden van het Noord-Brabantse dorp Sambeek. De boom heeft een geschatte leeftijd tussen de 350 en 500 jaar en heeft een stamomtrek van 7,97 meter (in 2004). Hiermee is het zowel de dikste als de oudste linde van Nederland.
Hoewel de boom door sommigen ouder wordt geschat, ligt de leeftijd waarschijnlijk tussen de 350 en 500 jaar. De precieze leeftijd zal niet bepaald kunnen worden op basis van jaarringen, omdat de boom hol is. Oorspronkelijk was de linde van Sambeek een etagelinde met drie etages. Door opgelopen schade na een storm in 1884 had de Linde van Sambeek geen etages meer. Vervolgens werd een groot gedeelte van de kroon in 1901, tijdens een tweede zware storm, bijna geheel weggevaagd. Er werd gedacht dat de boom het niet zou overleven, maar hij herstelde zich daarna weer volledig. In de holle stam ontsproot een nieuwe stam vanuit het oude wortelstelsel. Tegenwoordig heeft die nieuwe stam een omtrek van ongeveer 2,5 meter en geeft mede vorm aan de kroon. De hoogte van de boom is circa 23 meter (in 2004). In de jaren '70 van de twintigste eeuw, was het met de linde opnieuw slecht gesteld. Er werd ƒ 12.000 ingezameld om de boom er weer bovenop te helpen. In de zomer van 1974 werd een kabel gespannen om de takken te verankeren. In de grond werden ongeveer vierhonderd gaten geboord om voedingsstoffen toe te dienen en de stam kreeg extra stevigheid door deze vast te zetten met ijzeren stangen. Hierdoor is de Linde van Sambeek tegenwoordig in een redelijk goede conditie.. De boom is onder nummer 1679463 opgenomen in het Landelijk Register van Monumentale Bomen.

## Afbeeldingen

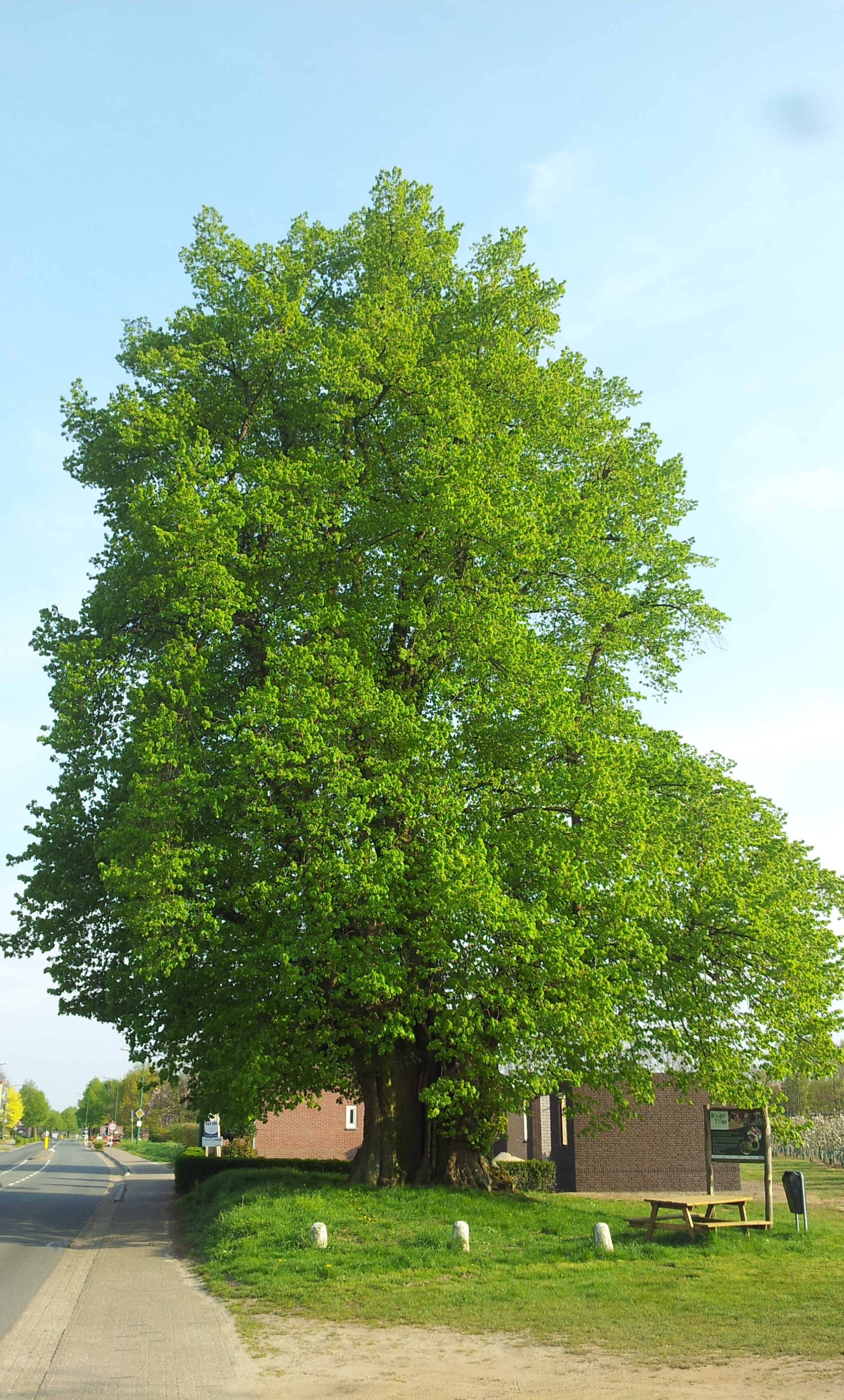
Linde van Sambeek in mei 2015.
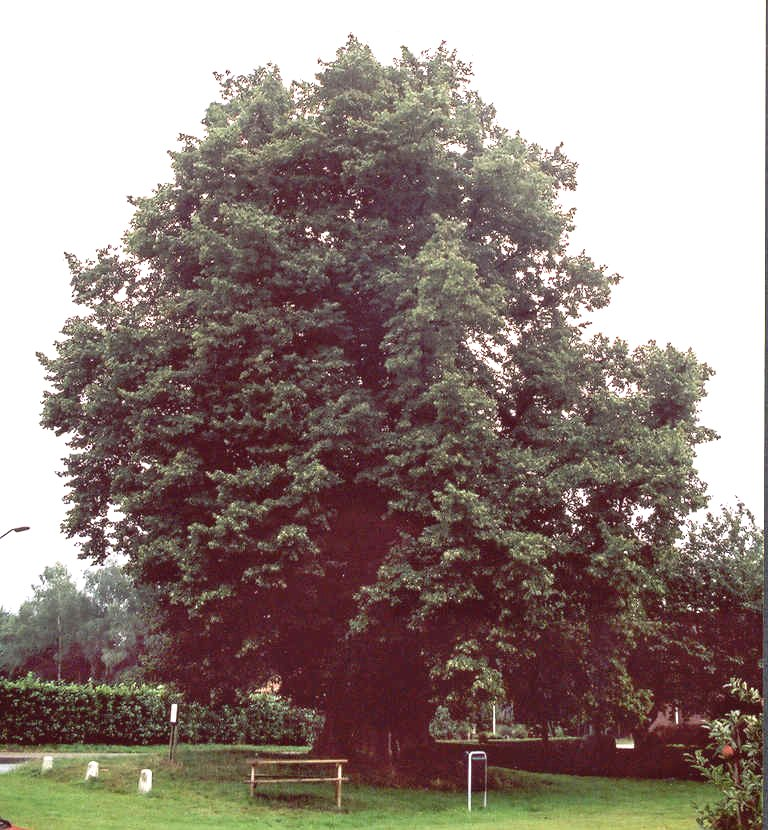
Linde van Sambeek (2006).